# Fils du soleil
Pour les articles homonymes, voir Le Fils du soleil.
Fils du soleil (A Son of the Sun) est un recueil de nouvelles de Jack London paru en 1912.

## Historique
La plupart des nouvelles ont fait l'objet d'une publication antérieure dans des périodiques avant mai 1912.

## Les nouvelles
L'édition de  Doubleday, Page & Co de mai 1912 comprend huit nouvelles:
- Un fils du soleil (A Son of the Sun)
- L’Amour-propre d’Aloysius Pankburn (The Proud Goat of Aloysius Pankburn)
- Les Diables de Fuatino (The Devils of Fuatino) ou (The Goat Man of Fuatino)
- Les Plaisantins de New Gibbon (The Jokers of New Gibbon)
- Un petit règlement de comptes avec Swithin Hall (A Little Account With Swithin Hall)
- Une nuit à Goboto (A Goboto Night)
- Plumes-du-Soleil (The Feathers of the Sun)
- Les Perles de Parlay (The Pearls of Parlay)

## Éditions

### Éditions en anglais
- A Son of the Sun, un volume chez  Doubleday, Page & Co, New York, mai 1912.

### Traductions en français
- Fils du Soleil, traduction de Louis Postif, Paris, Hachette, coll. « Les Meilleurs romans étrangers », 1936.
- Fils du Soleil, traduction de Louis Postif, in Journal d’Extrême-Orient, Saigon, en feuilleton d’avril à mai 1954.

### Adaptation en bande dessinée (en français)
- Fils du soleil[1], Dargaud, 2014
Scénario : Fabien Nury - Dessin : Éric Henninot - Couleurs : Marie-Paule Alluard - (ISBN 978-2-205-07047-7)

## Source
- Bibliographie, site Jack London.